# 12581 Rovinj
12581 Rovinj eller 1999 RE34 är en asteroid i huvudbältet som upptäcktes den 8 september 1999 av Višnjan-observatoriet i Kroatien. Den är uppkallad efter den kroatiska staden Rovinj.